# Мирац
Мирац (на сръбски: Мирац) е село в Черна гора, разположено в община Котор. Населението му според преброяването през 2011 г. е 79 души.

## Население
Численост на населението според преброяванията през годините:
- 1948 – 304 души
- 1953 – 351 души
- 1961 – 292 души
- 1971 – 258 души
- 1981 – 230 души
- 1991 – 123 души
- 2003 – 80 души
- 2011 – 79 души